# David Firth
David Firth, född 1983, är en brittisk animatör och musiker som främst är känd för flashserien Salad Fingers.

## Salad Fingers
Salad Fingers är en individ som skiljer sig från andra människor i samhället. Hans namn kommer av att hans fingrar består av salladsblad. Salad Fingers bor helt ensam i ett litet skjul med nummer 22 på dörren. Skjulet har också en fungerande ugn och telefon. Han tycker om rost och älskar att röra det med sina salladsfingrar. 
Salad Fingers har grön hy och en puckel på ryggen. Han kan spela flöjt och talar spanska. Hans fingrar verkar vara väldigt känsliga och han tillfredsställer sig själv genom att smeka och röra olika objekt, såsom rostiga spikar, tekannor och brännässlor. Salad Fingers tänder är gula och ruttna med gammal mat och blod mellan dem. Han verkar också vara masochistisk. Han smeker nämligen sig själv med brännässlor och när hans finger blir spetsat av en rostig spik och börjar blöda så säger han: "I like it when the red water comes out."
Salad Fingers verkar inte ha några vänner, men han brukar istället leka med ett par fingerdockor. I ett avsnitt ses en annan person, en vanlig människa, tala med Salad Fingers på hans eget språk, vilket verkar förvåna och skrämma honom. 

## Andra serier
Firth har också gjort andra serier som Spoilsbury toast boy, som handlar om en pojke vars liv styrs av kackerlackor, och Burnt face man som handlar om en superhjälte vars ansikte är bränt. Hans serier är lite annorlunda och kusliga. Man kan titta på den på Firths hemsida.
Han har också gjort andra filmer såsom Sock, Alan, The latest model, Men from upstairs, Milkman och många andra. Milkman är en våldsam film som handlar om just ett mjölkbud. En dag när han levererar mjölk som vanligt kommer han till ett hus där en man drar in honom i huset och mördar honom på ett brutalt sätt.